# NGC 3715
NGC 3715 é uma galáxia espiral (Sbc) localizada na direcção da constelação de Crater. Possui uma declinação de -14° 13' 52" e uma ascensão recta de 11 horas, 31 minutos e 32,2 segundos.
A galáxia NGC 3715 foi descoberta em 27 de Março de 1786 por William Herschel.